# カスタの墓
アンフィポリスの墓とも呼ばれるカスタの墓は、2012年にギリシャ北部の中央マケドニアのアンフィポリス近くのカスタの丘で発見され、2014年8月に初めて人が入った古代マケドニア（マケドニア王国）の墓である。1964年の発掘により周囲の壁が露出され、1970年代のさらなる発掘により、他の多くの古代遺跡が発見された。
発見されたこの墓は、紀元前4世紀の最後の四半期のもの。これはギリシャでこれまでに発見された中で最大の墓であり、これと比較するとアレクサンドロス大王の父であるピリッポス2世の墓（詳しくは、世界遺産ヴェルギナに、大王の子アレクサンドロス4世の墓もある）が小さく見える。発掘チームは、カスタの墓で発掘された調査結果に基づいて、墓はアレクサンドロス大王の盟友ヘファイスティオンに捧げられた記念碑であると主張している。

## 正体
墓に誰が埋葬されているかはいまだ定かではない。墓の規模と建設にかかったであろう莫大な費用から、当初はアレクサンドロス大王の墓であろうと推察されていたが、発見について発表した専⾨家によって却下された。歴史的記録はエジプトのアレクサンドリアを大王の最終的な墓所として⾔及しているためである。その代わりに、墓の埋葬者はマケドニアの裕福な貴族かマケドニア王室の後期のメンバーであるかもしれないと⽰唆された。
2014年11⽉、5人の⾻格の遺物が、第3室の下層階にある墓の中から発掘された。埋葬されている遺体は、60歳以上の女性、35歳から45歳の男性2人、新生児、それにわずか数個の焼却骨片で構成される5人目の遺体である。
遺体の年代測定に関してさらなる調査が⾏われている間、遺体をその地域の近隣の墓に埋葬されたものと⽐較するためにDNA交差検査が実施されている。
テッサロニキのアリストテレ大学での記者会見で、考古学者のカテリーナ・ペリステリと建築家のミカリス・レファンツィスは、墓をマケドニアの貴族で将軍でありアレクサンドロス大王の盟友であるヘファイスティオンと結びつける3つの碑⽂の存在を明らかにした。古代ギリシャ語でΠΑΡΕΛΑΒΟΝ（「受信」という意味）、それに隣接して「ヘファイスティオン」というモノグラムが碑⽂に書かれていた。

## 最初の発見

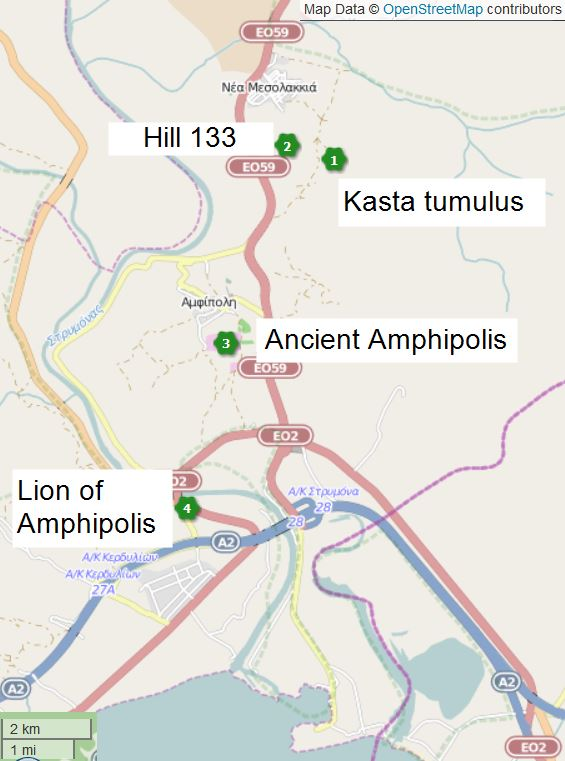
Kasta tumulus and Amphipolis location map

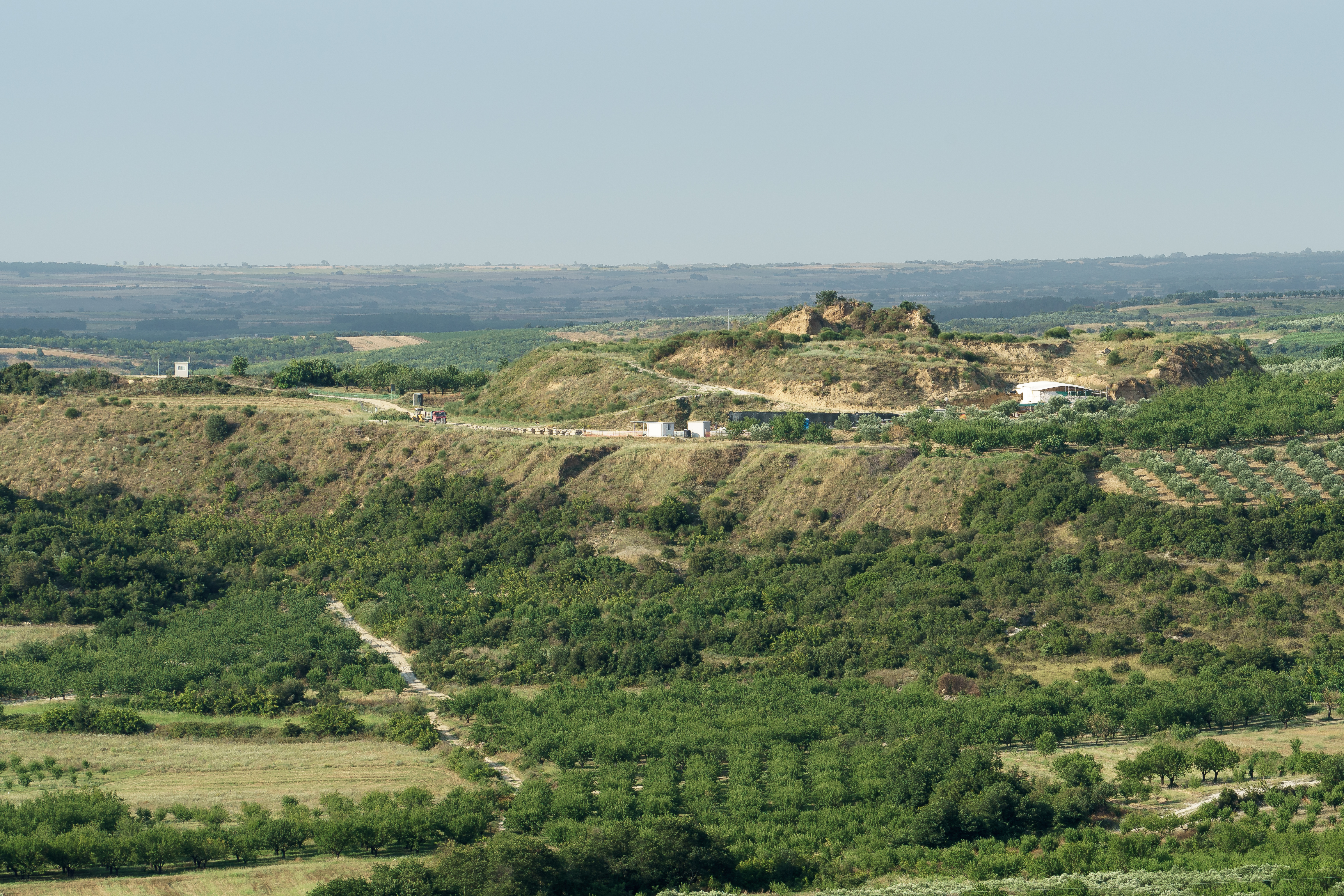
Kasta tumulus - view from Amphipolis

1970年代に、10m（33フィート）幅の建物が土塁中⼼の上部に見つかり、墓標であったと考えられている。これは他の証拠とともに、内部の大規模な葬儀施設の可能性を示唆した。墳丘墓は、アンフィポリス以前の近くの「ヒル133」集落からの少なくとも70の墓がある初期の墓地を覆っていることも発見された。

## その後の発見

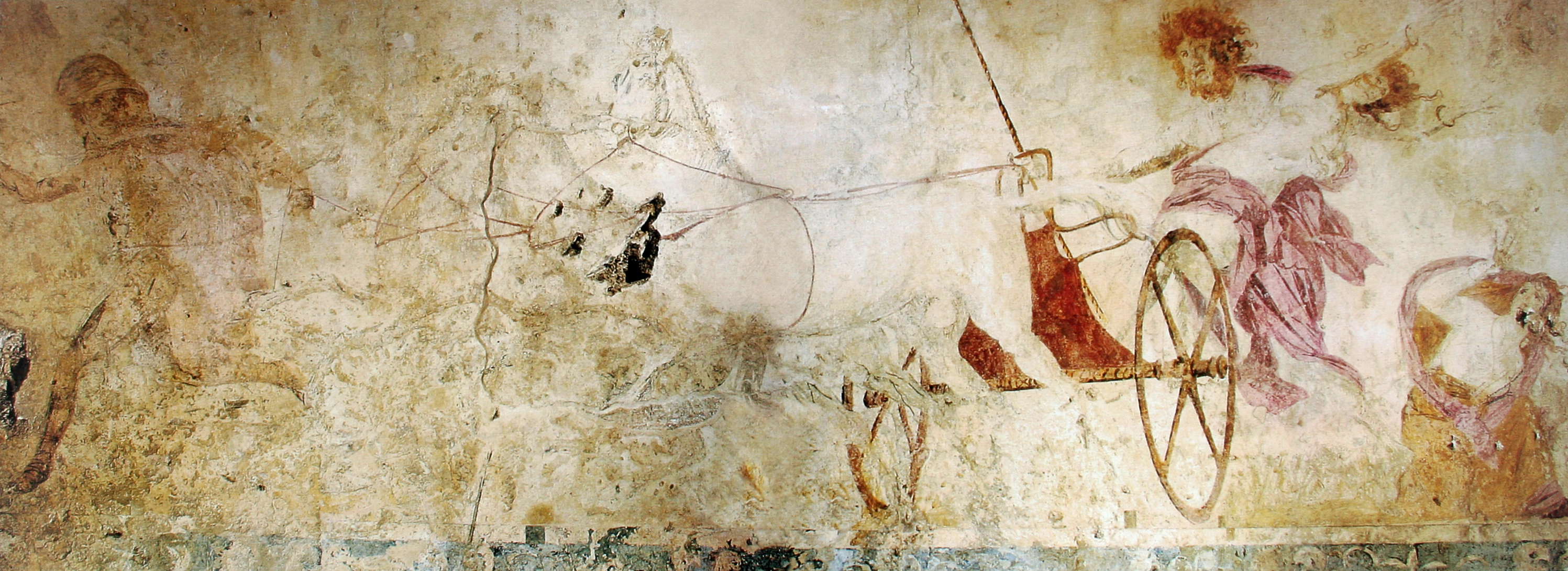
第2の部屋にあるモザイク画と同じシーンの壁画

考古学者たちは2014年8月以来、カスタの墓で多くの重要な発見をしている。規模の大きさのほかにも、専門家はアレクサンドロス大王の主任設計者であったディノクラティスの手によるものであると言っている。発見された物の一部は既にアンフィポリス考古学博物館に移されている。
考古学者達がこれまでに発掘したものは、
- 墓への主要な入口を守る⾼さ約2mの2つの大理石のスフィンクス（後に3番⽬の部屋で⾒つかった頭と翼の破⽚1つ）[1]。
- イオニア式ペリスタイルを模倣した塗料が依然として見えるフレスコ。この上にスフィンクスが座る[8][9]
- 墓の第2区画への入口をサポートする控えの間にある二つのカリアティードタイプの女性像[10]。各像の⾼さは2.27mである[11]。女性像は1.40mの高さの台座の上にあるため、彫像の全⾼は3.67 mになる[12]。
- マケドニアの墓の扉として典型的な大理石の扉が、3番目の部屋への出入口の前でばらばらになっている[13]。
- 第2の部屋にある幅3m、長さ4.5mのモザイク画。これには月桂冠をかぶり、死後の世界への魂の指揮者であるヘルメス神に導かれた馬車を運転する冥界を司る神プルートーによって誘拐される女神ペルセポネーが描かれている[14][15]。モザイク床のペルセポネーの誘拐の描写は、ヴェルギナ（アイガイ）にある王室の墓群との連携を意味している。そこでは、同じシーンの壁画がアレクサンドロス大王の父ピリッポス2世の墓を飾っている[16][要文献特定詳細情報]。
- 3番目と最後の部屋の東スフィンクスの頭[17][18]。
- 第3室のスフィンクスの翼の断片[19]。
- 3番目の部屋の8平方メートルの金庫室と大理石のドア[20]。
- 7つのアーキトレーブ（主梁）が第2チャンバーで⾒つかり、修復が進行中である[21]。

## 埋葬者
5人の骨格遺体が見つかった。
- 60歳以上の女性
- 2人の成人男性、35歳から45歳までの年長者と若者
- 新生児
- 火葬された大人の破片

若い男性は、治癒していない、おそらく致命的な傷の兆候を示した。骨格遺体の分析は進行中。

## 注意事項
発見の大きさに応えて、中央マケドニアの当局は、発掘現場の24時間体制の警備員を要求して許可され、ユネスコの世界遺産リストにカスタの墓を含める⼿続きも開始した。

## カスタの墓の一般公開
2017年11月、ギリシャ文化大臣のLydia Koniordouは、約3年で墓が⼀般に公開されるべきだと発表した。必要な建設プロジェクトの資金調達は約280万ユーロになる予定。中央マケドニア州が150万ユーロを支出し、欧州連合のINTERREG基金から130万ユーロを調達する。この措置の過程で、後に他の場所でローマ人が使⽤した墓地の建築材料は、元の場所に再建される。作業は2018年または2019年に開始され、約1年間続く。

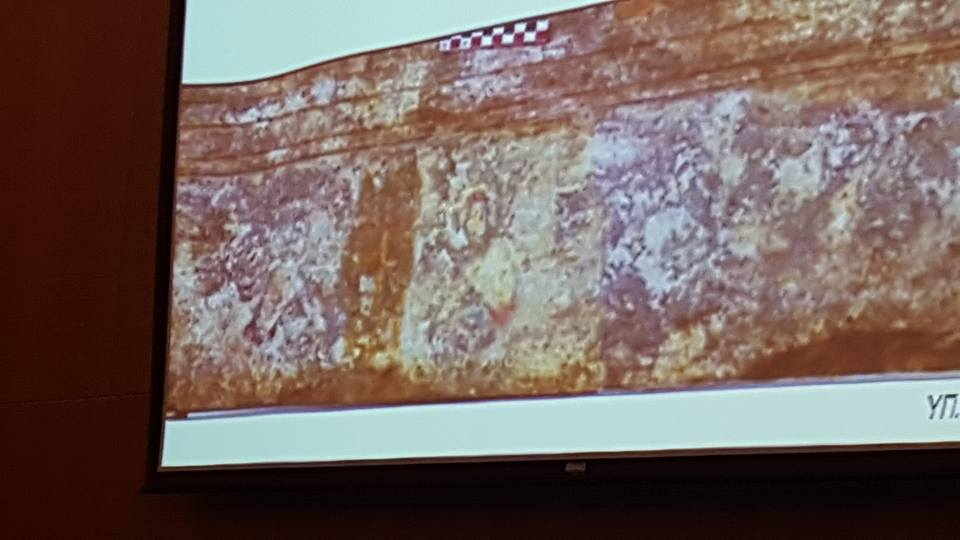

## ギャラリー

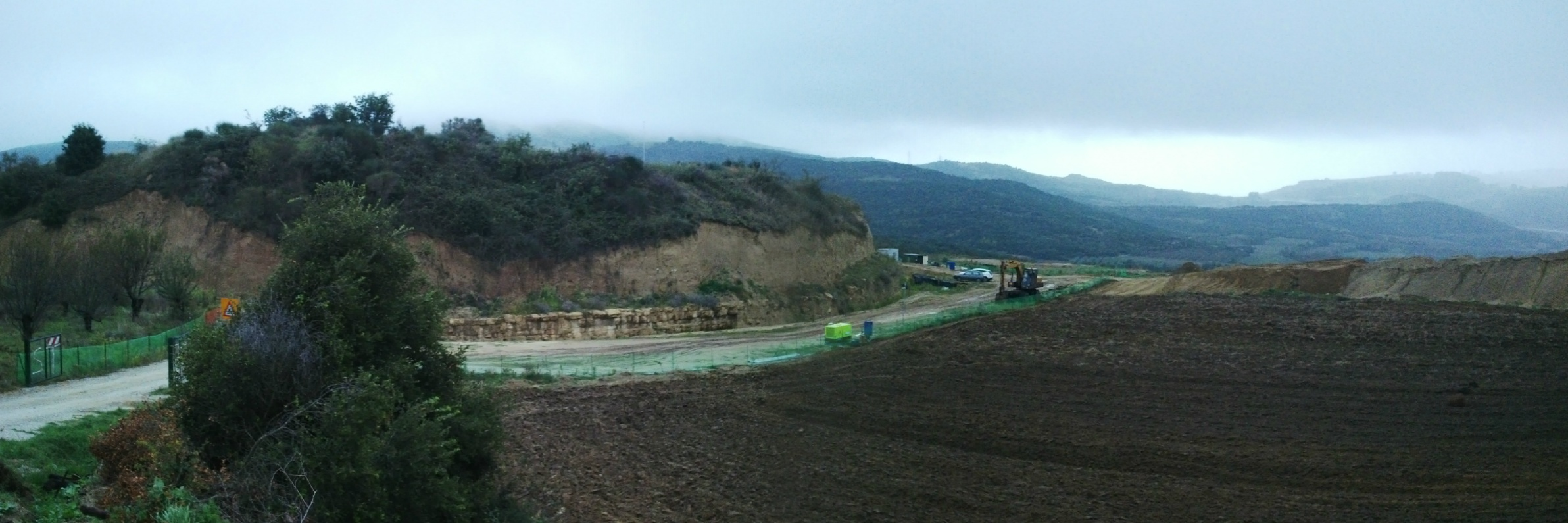
Excavation at the tomb of Amphipolis
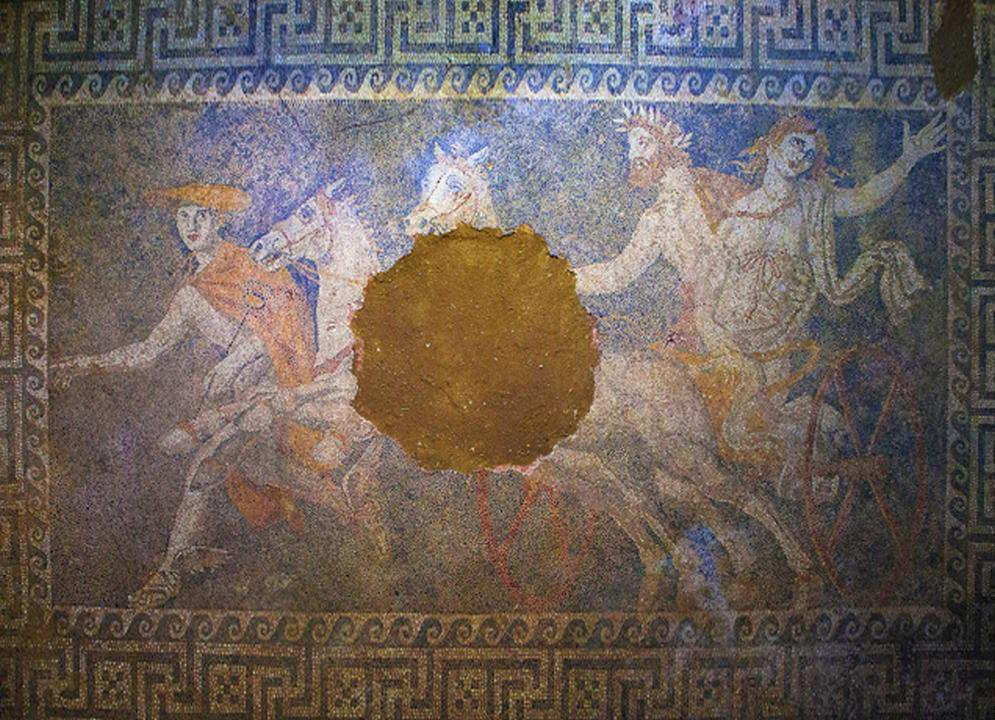
The mosaic of the third chamber, representing the Abduction of Persephone by Pluto (ギリシア語: Πλούτων, Ploutōn)
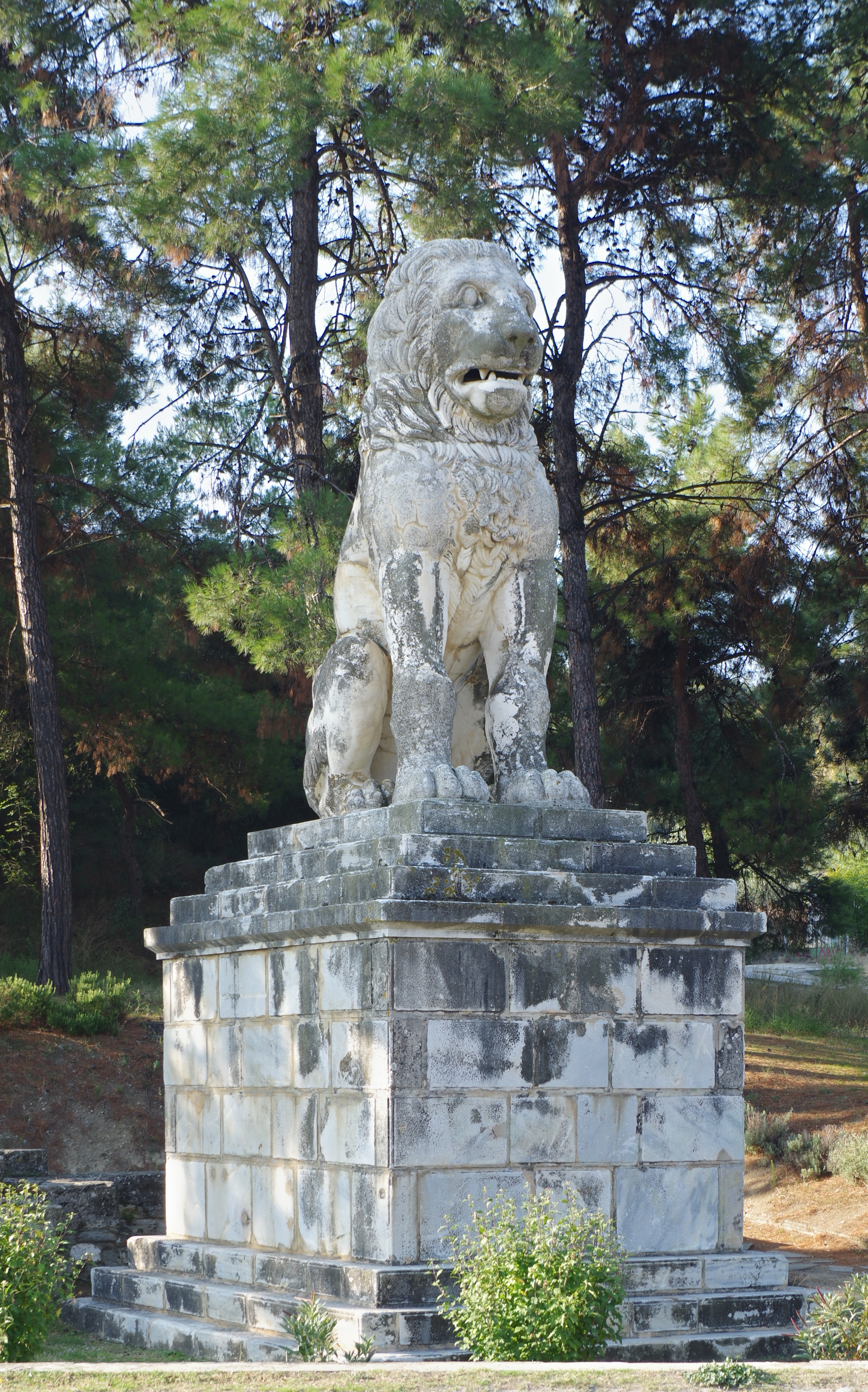
The Lion of Amphipolis, an 8 meter tall statue dating from the same period and according to excavation team was originally located on the top of the tumulus (30-9-2015, Aristotle University of Thessaloniki).
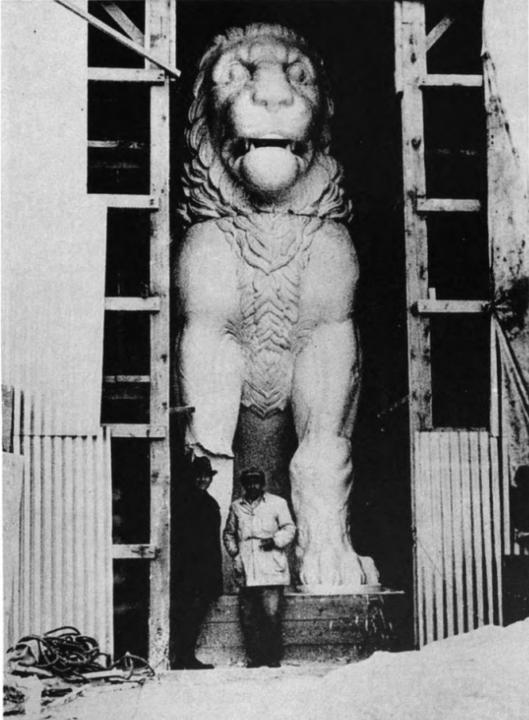
The imposing size of the lion in an early picture of a plaster cast used for restoration of the original.
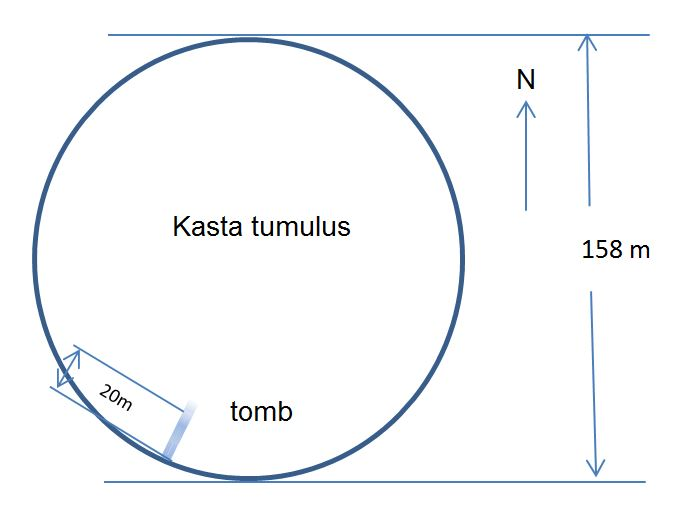
Kasta tumulus in Amphipolis, Macedonia. The tomb is also shown in scale. Tomb position is only indicative.
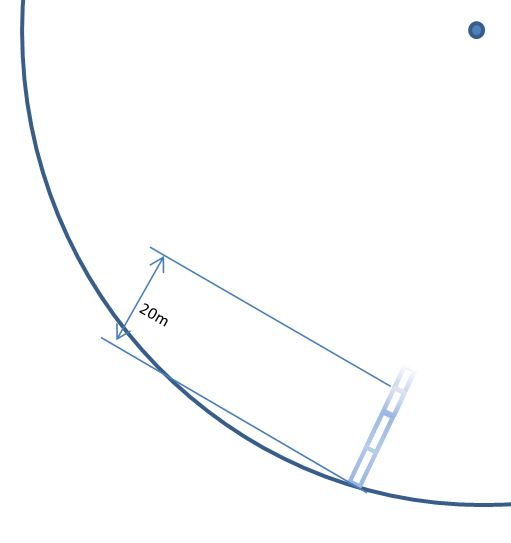
Kasta tomb scaled to tumulus
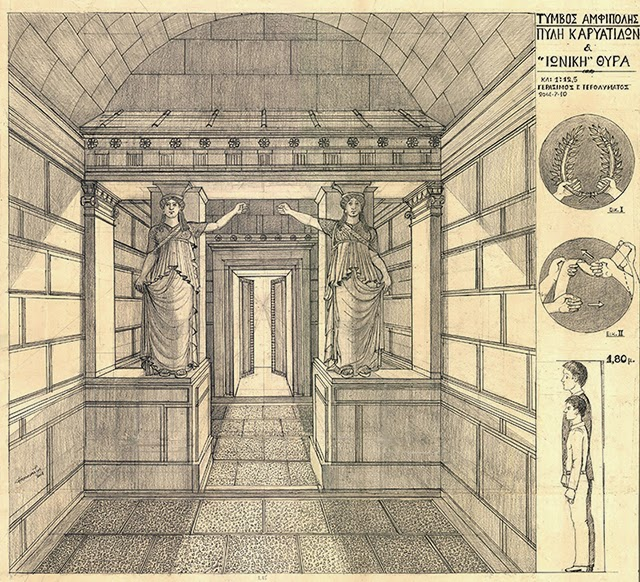
Illustration of Caryatids based on the findings
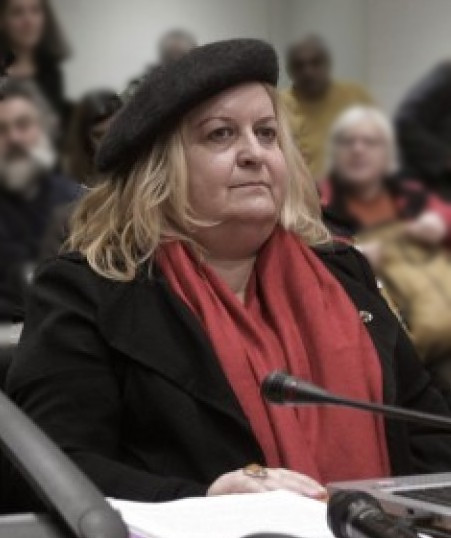
The head of the excavations, Katerina Peristeri, during the official presentation of the findings.

## 大衆文化
ライナー・クニツィアによって設計されたボードゲーム『アンフィポリス』が、2015年に発売された。それはカスタの墓の知⾒に基づくものである。